# Iluminacija (film)
Iluminacija (poljsko Iluminacja) je poljski dramsko-dokumentarni film iz leta 1973, ki ga je režiral in zanj napisal scenarij Krzysztof Zanussi. V glavnih vlogah nastopajo Stanisław Latałło, Monika Dzienisiewicz-Olbrychska in Małgorzata Pritulak. Zgodba prikazuje študenta fizike Franciszka (Latałło), ki je prisiljen opustiti študij in se zaposliti. Po začetnih poslovnih uspeh postaja vse bolj zatopljen v eksistencialna vprašanja in se na koncu odloči za popolno ločitev od družbe. Poleg igranih prizorov film sestavljajo tudi intervjuji s tedanjimi poljskimi vodilnimi intelektualni, med katerimi izstopa filozof Władysław Tatarkiewicz.
Film je bil premierno predvajan 23. novembra 1973 v poljskih kinematografih. Na Mednarodnem filmskem festivalu Locarno je osvojil glavno nagrado zlati leopard za najboljši film, nagrado Mednarodnega združenja filmskih kritikov in nagrado ekumenske žirije, na Mednarodnem filmskem festivalu v Chicagu je bil nominiran za glavno nagrado zlati hugo, na Poljskem filmskem festivalu pa je osvojil posebno nagrado žirije.

## Vloge
- Stanisław Latałło kot Franciszek Retman
- Monika Dzienisiewicz-Olbrychska kot Agnieszka
- Małgorzata Pritulak kot Małgorzata
- Edward Żebrowski kot zdravnik
- Jan Skotnicki kot matematik Chory
- Włodzimierz Zonn kot dekan
- Bogdan Mielnik (igra sebe)
- Władysław Marek Turski (igra sebe)
- Włodzimierz Zawadzki kot asistent
- Joanna Żółkowska kot sanjsko dekle
- Łukasz Turski kot član izpitne komisije
- Władysław Tatarkiewicz (igra sebe)
- Iwo Białynicki-Birula (igra sebe)